# Nachtschatten Verlag
Der Nachtschatten Verlag ist ein Schweizer Sachbuchverlag mit Sitz in Solothurn zum Thema Drogen.

## Geschichte
Der Nachtschatten Verlag wurde 1984 von Roger Liggenstorfer gegründet. Der Verlag bot anfangs Bücher über Suchtmittel, Drogen und bewusstseinsverändernde Pflanzen und Substanzen an einem Verkaufstand an. Als erster eigener Titel wurde 1984 das Buch Hanf in der Schweiz herausgebracht.

## Portfolio
Der Nachtschatten Verlag verlegt fast ausschliesslich Bücher, Erfahrungsberichte und wissenschaftliche Untersuchungen über LSD, Haschisch und Pilze sowie weiterer Halluzinogene. Auch Schriften zu drogenpolitischen Themen sowie über Geschichte und die kulturellen Hintergründe von Drogen werden angeboten. Seit 2014 publiziert der Verlag Lucys Rausch, ein Magazin für psychoaktive Kultur. Ausserdem produziert der Verlag die Nachtschatten TV auf dem Youtube-Kanal der Drug Education Agency. 

## Autoren (Auswahl)
- Markus Berger
- Mathias Bröckers
- Michael Knodt
- Stanislav Grof
- Franjo Grotenhermen
- Ulrich Holbein
- Ralph Metzner
- Christian Rätsch

## Symposium 30 Jahre Nachtschatten Verlag
Vom 4.–7. September 2014 fand in Solothurn aus Anlass des 30-jährigen Verlagsjubiläum ein Symposium u. a. mit folgenden Personen statt, Wolfgang Bauer, Ralph Metzner, Claudia Müller-Ebeling, Wolf-Dieter Storl und Samuel Widmer. Ferner waren diverse Künstler, wie z. B. HR Giger, Nana Nauwald, Gerhard Seyfried und Fred Weidmann anwesend.